# پارک هان سول
پارک هان سول (کره‌ای: 박한솔؛ زادهٔ ۱۹ ژوئیه ۱۹۹۵) بازیگر اهل کره جنوبی است. او بیشتر به خاطر ایفای نقش در پلی‌لیست بیمارستان و مکانیک روح شناخته می‌شود.

## فیلم‌شناسی

### فیلم
| سال  | عنوان           | نقش         | منابع |
| ---- | --------------- | ----------- | ----- |
| ۲۰۱۹ | یک داستان حسادت | یونگ سو مین | [ ۴ ] |

### مجموعه تلویزیونی
| سال       | عنوان                                      | نقش          | منابع  |
| --------- | ------------------------------------------ | ------------ | ------ |
| ۲۰۱۷      | ذهن‌های جنایتکار                            | سون نا کیونگ | [ ۵ ]  |
| ۲۰۱۷      | چنگال رئیس                                 | هان سول      | [ ۶ ]  |
| ۲۰۱۷      | Secret Crushes: Special Edition            | پارک هان سول | [ ۷ ]  |
| ۲۰۱۸      | عشق اول من                                 | کیم یون جونگ | [ ۸ ]  |
| ۲۰۱۸      | درامای ویژه کی‌بی‌اس: بسیار نزدیک، هرچند دور | یانگ هیون آه | [ ۹ ]  |
| ۲۰۱۸      | سرمست از مزه خوب                           | سول گی       | [ ۱۰ ] |
| ۲۰۱۸      | زندگی کن                                   | هان جونگ اوه | [ ۱۱ ] |
| ۲۰۱۸      | یک روز شعر                                 | لی شی اون    | [ ۱۲ ] |
| ۲۰۱۸      | چنگال رئیس                                 | هان سول      | [ ۱۳ ] |
| ۲۰۱۸      | بیا بخوریم ۳                               | پارک هان سول | [ ۱۴ ] |
| ۲۰۱۸      | عشق پر مخاطره                              | جانگ هان آه  | [ ۱۵ ] |
| ۲۰۱۹      | مسئله بزرگ                                 | جانگ می ره   | [ ۱۶ ] |
| ۲۰۱۹      | عدالت                                      | یون هیو      | [ ۱۷ ] |
| ۲۰۱۹      | شبح را بگیر                                | پارک یو می   | [ ۱۸ ] |
| ۲۰۲۰      | وقتی هوا خوبه                              | جو هی        | [ ۱۹ ] |
| ۲۰۲۰–۲۰۲۱ | پلی‌لیست بیمارستان                          | سون‌وو هی سو  | [ ۲۰ ] |
| ۲۰۲۰      | وقتی عشق من شکوفا می‌شود                    | یانگ هه جونگ | [ ۲۱ ] |
| ۲۰۲۰      | مکانیک روح                                 | گونگ جی هی   | [ ۲۲ ] |
| ۲۰۲۰      | لطفاً با آن مرد ملاقات نکن                  | بیون ها ری   | [ ۲۳ ] |
| ۲۰۲۱      | او هرگز نخواهد فهمید                       | لی سه ریم    | [ ۲۴ ] |
| ۲۰۲۱      | خانه جن‌زده خود را بفروشید                  | جو هوا جونگ  | [ ۲۵ ] |
| ۲۰۲۱      | پلی‌لیست بیمارستان ۲                        | سون‌وو هی سو  | [ ۲۶ ] |
| ۲۰۲۲      | عشق دیوانه‌وار                              | چو اوک هی    | [ ۲۷ ] |